# Photoscotosia polysticha
Photoscotosia polysticha là một loài bướm đêm trong họ Geometridae.